# Lagunaseca
Lagunaseca è un comune spagnolo di 121 abitanti situato nella comunità autonoma di Castiglia-La Mancia.